# Банда Сінґх Бахадур
Банда Сінґх Бахадур (16 жовтня 1670 —9 червня 1716) — засновник першої держави сикхів, правив у 1708–1715 роках. Непримиренний ворог Великих Моголів.

## Життєпис
Народився у селянській родині у місті Раджаурі в сучасній області Джамму. Про дитинство збереглося мало відомостей. У 1686 році пішов з дому. За час мандрівок долучався до різних релігійних груп, поки у 1796 році не став прихильником сикхізму на чолі з Ґобінд Сінґхом. З часом увійшов до найближчих помічників гуру. Добре проявив себе у битвах з могольськими військами.
У 1708 році, після вбивства Ґобінд Сінґха, оголосив себе його сином та очолив сикхів у боротьбі проти Великих Моголів. Спочатку були захоплені міста Самана, Мустафабад та Садхора. До 1709 року сикхи дійшли до ріки Сатлендж, захопивши значну частину Пенджабу. У 1710 році взято штурмом місто Сірхінд, де було схоплено фаудждара Вазір-хана (вбивцю дітей та матері Ґобінд Сінґха). Банда наказав стратити Вазір-хана. У захоплених територіях Банда Бахадур роздавав землі селян, скасувавши систему заміндарів, виганяв корумпованих чиновників, затверджував закон.
У 1710 році зробив село Мухлісґарх столицею своєї держави, перейменувавши його в Лохґарх. Тут заснував свій монетний двір, став карбувати власні монети (нанакшахі), впровадив новий календар Нанакшахі (у зміненому вигляді він існує до тепер) на основі північноіндійського календаря Вікрам самват. Після підкорення практично усього Пенджабу (окрім Лахору) Банда перейшов у новий наступ проти моголів. Були здійснені тривалі рейди майже до самого Делі. У 1710 році проти сикхів виступив особисто падишах Бахадур-шах I. В цей час Банда був біля Делі, тому вирішив повертатися до своїх володінь. Проте могольські військовики зуміли захопити Сірхінд. Згодом Банда Бахадур залишив свою фортецю Лохґарх.
Відтоді базою сикхів стали гори, звідки здійснювалися походи проти могольських військ та їхніх союзників — місцевих раджів. У 1712 році Банда відбив фортеці Лохґарх та Садхуру. З цього моменту сикхи перейшли у наступ, сподіваючись повернути втрачені землі. Проте поступово Банда зазнав невдач. 1714 року від нього відколовся Бінод Сінґх (з загоном бл. 4 тис. вояків), який заснував татва-хальсу (справжню хальсу). Нарешті, в 1715 році, після тривалою облоги фортеці Гурдаспур Банда здався моголам. Його було доправлено до Делі. 9 червня 1716 року після тривалих тортур Банду Сінґх Бахадура було страчено за наказом падишаха Фарук-сіяра.